# 일리스트 컨퓨젼
일리스트 컨퓨젼 (Illest Konfusion) 또는 혼란 속의 형제들은 Simon Dominic이 만든 대한민국 힙합 크루이다. 시작은 1998년 사이먼이 중학교에서 결성한 'Black Area'라는 크루이다. 그리고  Jiggy Fellaz에서 탈퇴한 사이먼 도미닉이 현재의 크루를 만들었다.  처음엔 IK Finestrouble이란 이름을 썼으나, 2005년에 Mr. Jinx가 들어오면서 현재의 이름으로 바뀌었다. Simon Dominic과 Mr.Jinx는 'The Oneselves'라는 프로젝트 팀을 결성하기도 했다. 온라인으로 잠시동안 이름만 알리다가 Mild Beats 앨범과 Keslo 앨범을 시작으로 이름을 알리기 시작했다. 최근 Rocky L 이 탈퇴를 팬카페에 공지했고 그에 대한 자세한 이유는 알려지지 않았다. 2013년 7월 31일 E-Sens가 자신의 트위터에 I.K 탈퇴를 알렸다.

## 멤버
- Simon Dominic
- Beenzino (of Hotclip) & (of Jazzyfact)
- Beatbox DG (of Hotclip)
- JTONG
- Jae Hoodz
- Mr.Jinx
- Gentleman
- DJ Freekey
- DJ Pumkin
- Vida Loca

### 과거 멤버
- Kon Nibo
- Technicque
- Rocky L a.k.a Absotyle, CRANKEE
- Swings
- Kkalchang
- E SENS